# The Dallas Morning News
The Dallas Morning News es un periódico diario que sirve a la ciudad de Dallas, Texas (EUA) y el área de alrededor. The Dallas Morning News es el periódico más antiguo del estado de Texas. La primera publicación salió el 1 de octubre de 1885 y actualmente tiene unos 5000 suscriptores. En el periodo de seis meses que terminó el 31 de marzo del 2006, el promedio de circulaciones pagadas fue de 480.481 para la edición diaria y 649.709 para la edición del domingo. Esto convierte al periódico en el 10.º más grande (en términos de circulación) en los Estados Unidos. Entre los años 1990 y 2005, el periódico ha ganado numerosos Premio Pulitzer por sus reportajes y fotografías.

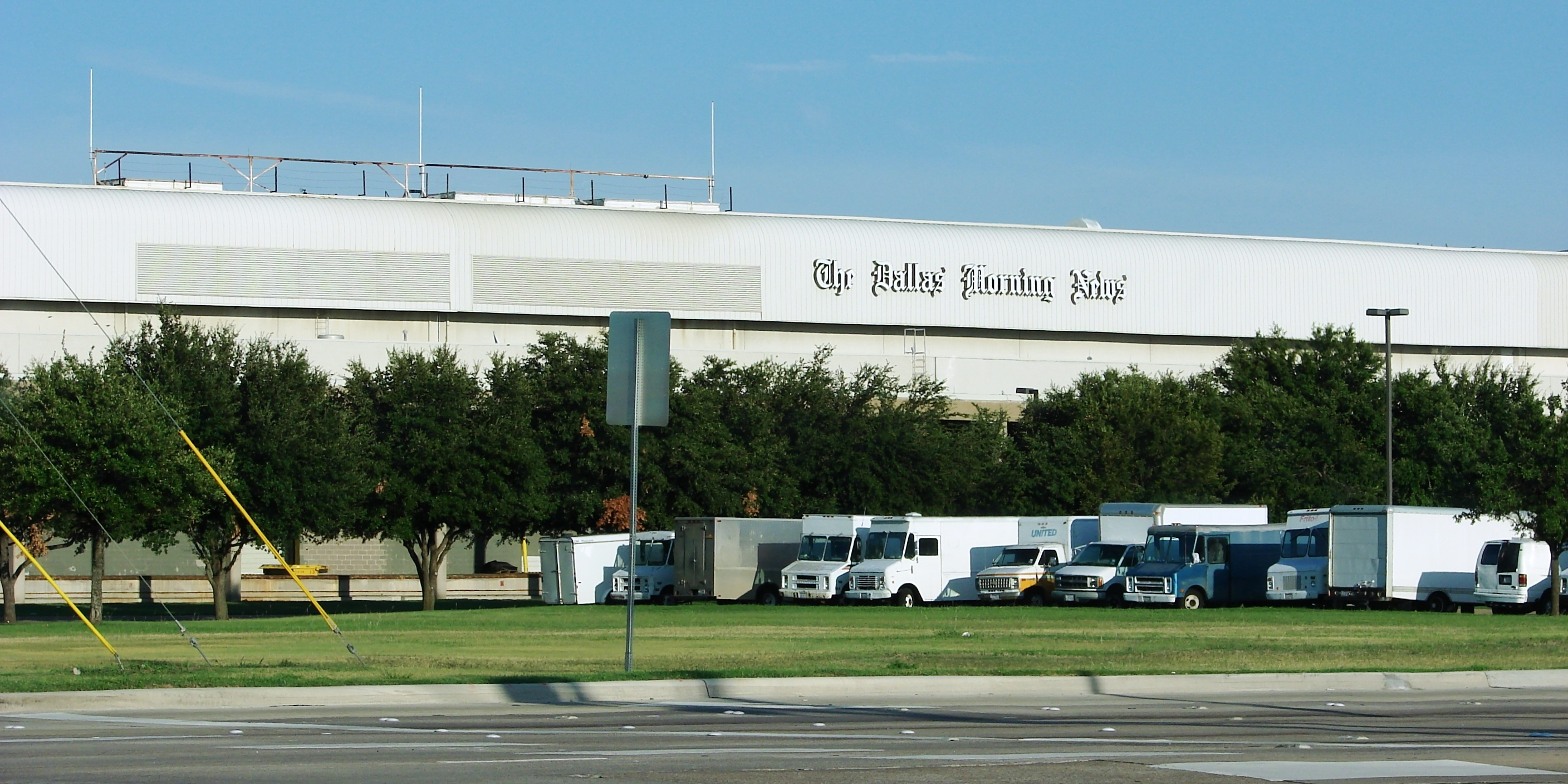
The Dallas Morning News distribution center in Plano, TX.

El Dallas Morning News también publica el periódico Quick, una publicación gratuita de noticias abreviadas que se dirige a personas de entre 20 y 30 años. Otra publicación del Dallas Morning News es el periódico diario Al Día, una publicación en español dirigida a los hispanohablantes, que tienen una gran presencia en la ciudad y que se espera que sigua creciendo. 

La corporación Belo es dueña de The Dallas Morning News, Quick y Al Día y todos tienen sus oficinas principales en el centro de Dallas.